# Irina Chazova
Irina Viktorovna Chazova (Russisch: Ирина Викторовна Хазова), geboren als: Irina Viktorovna Artemova (Russisch: Ирина Викторовна Артемова) (Sarov (Oblast Nizjni Novgorod), 20 maart 1984) is een Russische langlaufster.

## Carrière

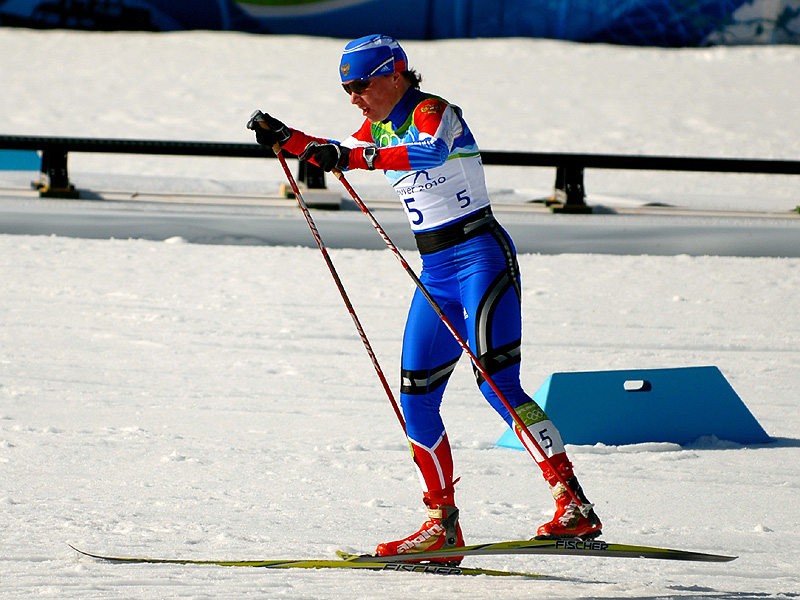
Irina Chazova tijdens de Olympische Winterspelen 2010 in Vancouver

Chazova maakte op 28 november 2003 in Kuusamo, Finland haar wereldbekerdebuut, een dag later scoorde ze in dezelfde stad haar eerste wereldbekerpunten. In december 2004 finishte de Russin in het Oostenrijkse Ramsau voor de eerste maal in haar carrière in de top tien. Op de wereldkampioenschappen langlaufen 2007 in Sapporo, Japan eindigde Chazova als vierentwintigste op de 15 kilometer achtervolging. In de zomer van 2007 werd de Russin tijdens een trainingskamp in Turkije betrapt op het gebruik van furosemide en kreeg een schorsing van twee jaar opgelegd. Aan het begin van het seizoen 2009/2010 keerde Chazova terug met een tiende plaats in het Noorse Beitostølen, een week later stond ze in Kuusamo voor het eerst in haar carrière op het podium. Op 12 december 2009 boekte de Russin in Davos, Zwitserland haar eerste wereldbekerzege. Chazova won (samen met Natalja Korosteleva) een bronzen medaille tijdens de Olympische Winterspelen 2010 met de teamsprint voor de vrouwen.

## Resultaten

### Wereldkampioenschappen
| Jaar | Plaats  | Resultaten              |
| ---- | ------- | ----------------------- |
| 2007 | Sapporo | 24e 15 km achtervolging |

### Wereldbeker

#### Eindklasseringen
| Seizoen   | Plaats | Punten |
| --------- | ------ | ------ |
| 2003/2004 | 58e    | 53     |
| 2004/2005 | 45e    | 93     |
| 2005/2006 | 76e    | 20     |
| 2006/2007 | 39e    | 101    |

#### Wereldbekerzeges
| Nr. | Datum            | Plaats | Onderdeel           |
| --- | ---------------- | ------ | ------------------- |
| 1.  | 12 december 2009 | Davos  | 10 km (vrije stijl) |